# Linia kolejowa Krośniewice – Ozorków Centralny
Linia kolejowa Krośniewice – Ozorków Centralny – linia kolejowa wąskotorowa na której odbywał się wyłącznie ruch turystyczny, łącząc stację Krośniewice ze stacją Ozorków Centralny.

## Historia
Linia została otwarta w 1910 roku na odcinku Krośniewice – Koryta. Pierwotny rozstaw szyn wynosił 750 mm. Cztery lata później armia niemiecka zmieniła rozstaw szyn na 600 mm. Na przełomie lat 1914/1915 linia została wydłużona przez żołnierzy niemieckich do stacji Ozorków Miasto. W 1947 roku została wydłużona do stacji Ozorków Centralny. Pomiędzy rokiem 1948 a 1951 nastąpiła zmiana rozstawu szyn na 750 milimetrów. W 1984 roku w związku z rozbudową linii tramwajowej, rozebrano odcinek Ozorków Miasto – Ozorków Centralny, a w 1989 – Ozorków Wąskotorowy – Ozorków Miasto. W 2006 roku na odcinku Krośniewice – Ozorków Wąskotorowy przywrócono turystyczny ruch kolejowy. W 2008 roku ruch został zawieszony. Od tego czasu po linii kursuje jedynie drużyna Stowarzyszenia Krośniewickiej Kolei Wąskotorowej (SKKW), która dba o utrzymanie przejezdności linii.